# Haus Germenseel
Haus Germenseel war ein Adelssitz bei Zyfflich in der Gemeinde Kranenburg im Kreis Kleve in Nordrhein-Westfalen und wurde im 19. Jahrhundert abgebrochen.

## Geschichte
In Germenseel stand im Hochmittelalter ein Hof, den der Kölner Erzbischof Anno II. dem Stift Zyfflich geschenkt hatte. Für das 12. Jahrhundert sind im Raum Germenseel Kultivierungsmaßnahmen belegt, die den Auftakt zur umfangreichen Binnenkolonisation im Kranenburger Raum bildeten.
Nachdem 1486 die klevischen Ämter Kranenburg und Düffel administrativ vereinigt worden waren, erwarb die Familie von Wachtendonck, die über viele Generationen hinweg die Drosten des Doppelamtes stellte, den Hof Germenseel und verlegte hierhin ihren Amtssitz, da Germenseel günstig an der Grenze beider Ämter lag.
Das im 16. Jahrhundert hier errichtete Haus Germenseel bestand aus einem von Wasser umgebenen vierflügeligen Haupthaus mit Rundtürmen an den vier Ecken und einer Vorburg. In der zweiten Hälfte des 17. Jahrhunderts setzte der Verfall der Anlage ein. Auf Ansichten von Cornelis Pronk aus dem Jahr 1731 besteht das Haupthaus noch aus drei Flügeln und zwei Türmen. Im 18. Jahrhundert wechselte Haus Germenseel mehrfach den Besitzer.
Neben dem Schloss Germenseel gab es das Rittergut Hoch Germenseel mit 113 Morgen Land. Hierzu gehörten der Ackerhof Schwarzwasser mit 35 Morgen Ackerland und vier Morgen Wiese, die Schottheide, die Katzstelle in Nütterden mit Haus, Hof und Garten sowie Ackerland, die Wessels-Heide am Wolfsberg, die Heide in Nütterden, Schneidemann´s Kathen in Zyfflich, Ackerland in Schottheide, die Kolonie am Wolfsberg mit Haus, Hof und Garten sowie Ackerland, der gesamte Wolfsberg für Kiefern- und Eichen-Schlagholz, die lange Hoefe bei Ray in Nütterden, der Veense Hof in Nütterden mit Haus, Hof und Garten sowie Ackerland, der Ricken Hof an der Kapelle in Nütterden mit Haus, Hof und Garten sowie Ackerland, der Raysche Hof in Nütterden mit Haus, Hof und Garten sowie Ackerland.
1744 erfolgte, nach dem Konkurs des Hauses Wachtendonck, die öffentliche Versteigerung.
Am 29. März 1745 erwarb es Abraham von Koenen (um 1680–1763 Haus Moyland bei Kleve), dann am 29. Juli 1772 Carl Anton von Rodenberg (1736–1789), Herr auf Germenseel und Haus Klarenbeck, Sohn des kleve-märkischen Geh. Regierungs-, Hofgerichts- und Justizrats Wilhelm von Rodenberg (1684–1738). Es blieb als Rittergut (erhoben 8. März 1846) von 56 Hektar bis ca. 1892 im Familienbesitz, war aber immer verpachtet. Bewohnt war gegen Ende des Jahrhunderts nur noch die Vorburg, die in den 1820er Jahren abbrannte und niedergelegt wurde. Reste von Fundamenten und Umwallungen wurden 1963/64 eingeebnet. Der Name Germenseel ist auf den an der Stelle des früheren Hauses im 19. Jahrhundert errichteten Hof übergegangen.